# Villa Toledo (Arcachon)

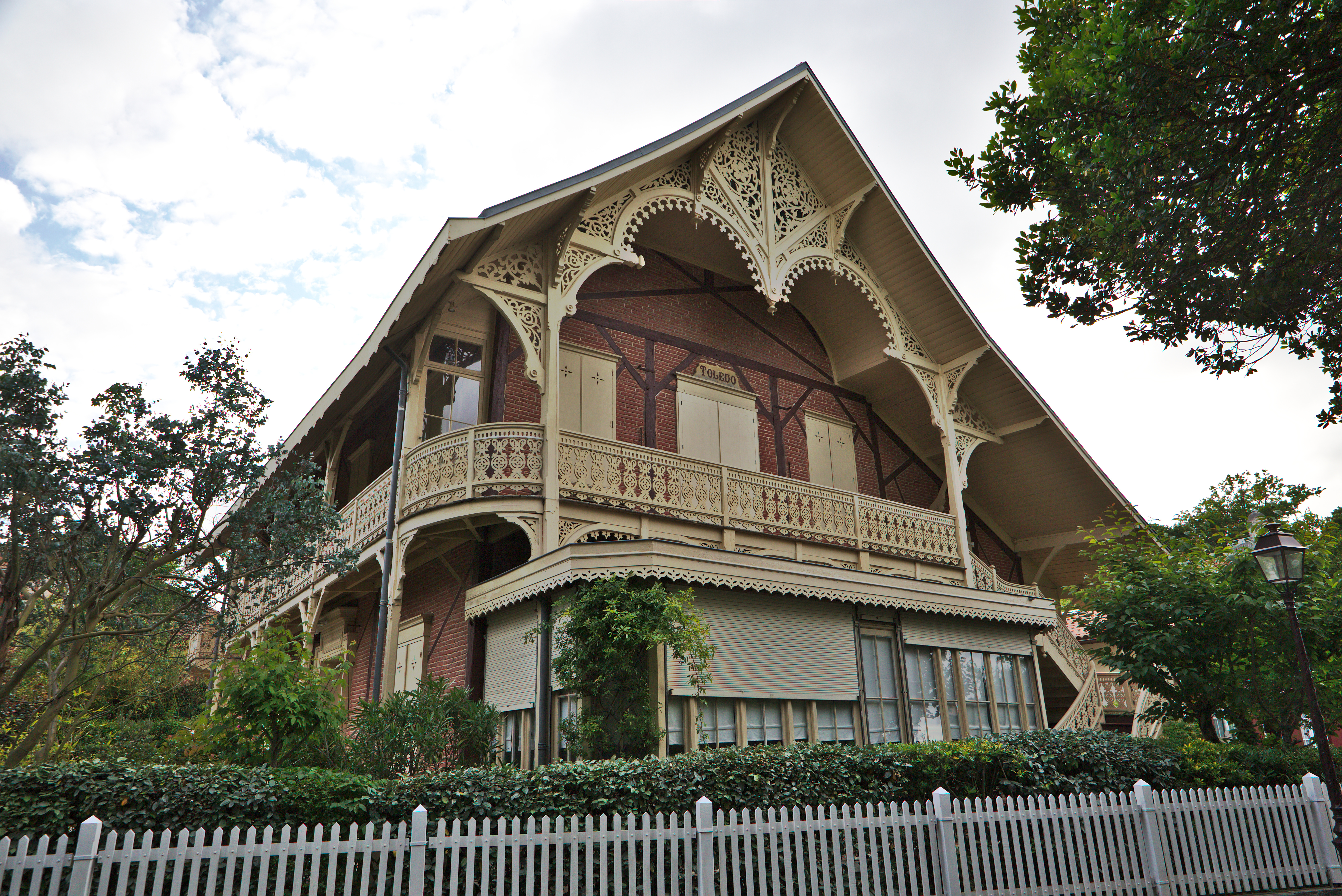
Villa Toledo in Arcachon

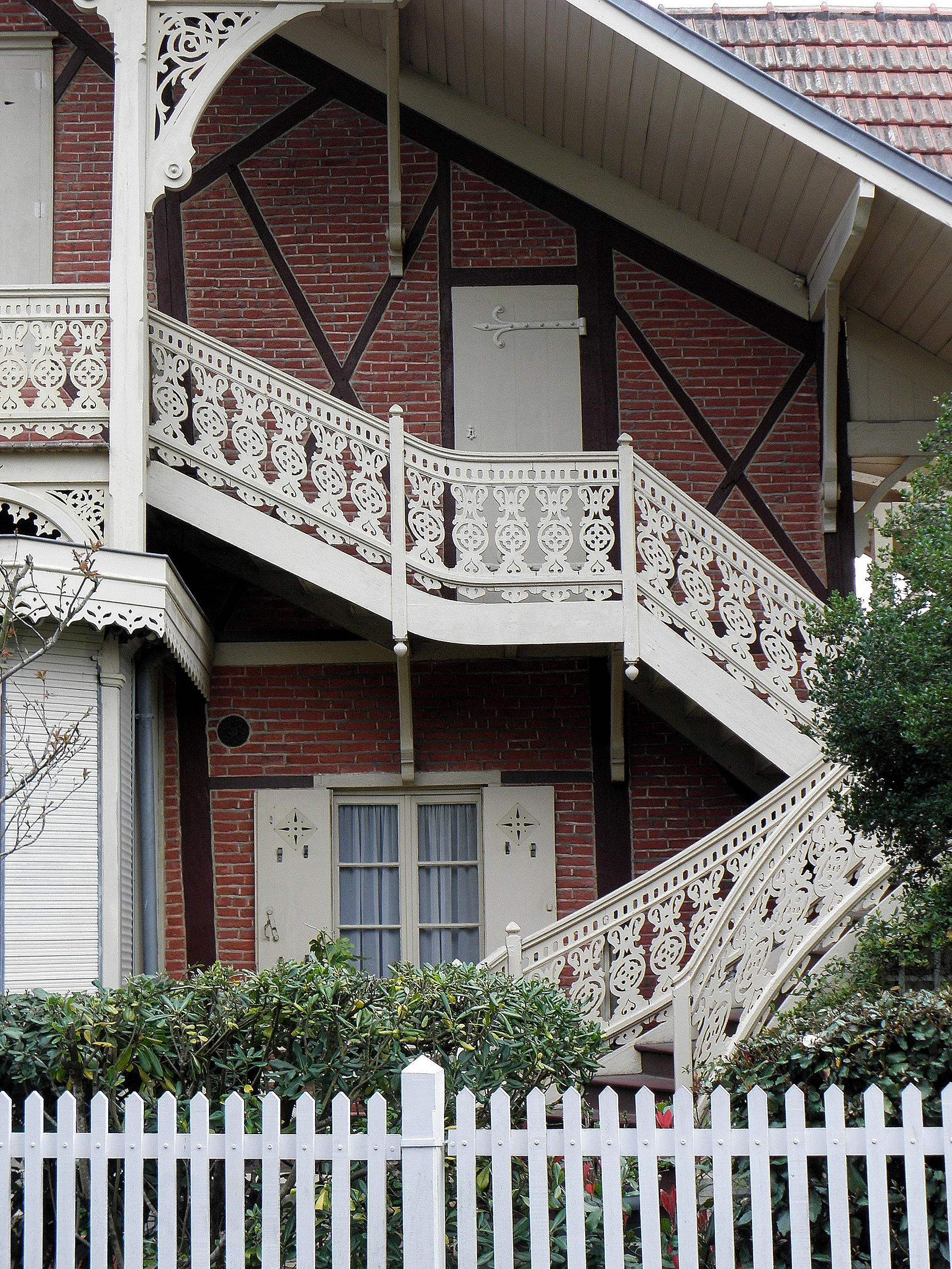
Außentreppe

Die Villa Toledo in Arcachon, einer französischen Gemeinde im Département Gironde in der Region Nouvelle-Aquitaine, wurde 1862 errichtet. Die Villa steht an der Allée du Moulin Rouge im Wohnviertel Ville d’Hiver.
Die Villa, die von der Compagnie du Midi erbaut wurde, diente zunächst als Sporthalle. Sie wurde nach Plänen des Architekten Paul Régnauld für den Unternehmer Jean Monpermey errichtet. Im Jahr 1878 wurde das Gebäude zu einem Wohnhaus umgebaut. Die Architektur besteht aus der Mischung zwischen einem Schweizer Chalet und einem Fachwerkhaus des 16. Jahrhunderts. Im Obergeschoss befindet sich ein umlaufender Balkon und am Giebel ein dekoratives Freigespärre.
Der spätere Eigentümer, der Bankier Noël, taufte die Villa auf dem Namen Villa Toldeo, zur Erinnerung an seine erfolgreichen Geschäfte in Spanien.